# Мобіл (Алабама)
Мобіл (англ. Mobile) — місто (англ. city) в США, в окрузі Мобіл штату Алабама, порт у бухті Мобіл Мексиканської затоки. Окружний центр та найбільший населений пункт округу. Населення — 187 041 особа (2020).

## Історія
Засноване 1702 року, до 1813 року по черзі перебувало в руках французів, іспанців та англійців. Статус міста з 1819 року.
Бухта Мобіл — місце великої битви часів Громадянської війни. Будучи єдиним морським портом у штаті, місто швидко розвивалося як пункт вивозу з Бірмінгема залізної руди і сталі, а також деревини і сільськогосподарської продукції. База і тренувальний центр Берегової охорони США.
22 вересня 1993 біля міста сталася катастрофа поїзда «Amtrak». Кілька вагонів упали з мосту через річку Біг Баю Канот, загинуло 47 людей. Багато хто з них загинув у вогні від дизельного пального, що витекло з баків тепловоза.

## Географія
Мобіл розташований за координатами 30°40′6″ пн. ш. 88°6′1″ зх. д. / 30.66833° пн. ш. 88.10028° зх. д. (30.668426, -88.100226). За даними Бюро перепису населення США в 2010 році місто мало площу 465,63 км², з яких 360,29 км² — суходіл та 105,34 км² — водойми.

### Клімат
| Клімат : Мобіл                             | Клімат : Мобіл | Клімат : Мобіл | Клімат : Мобіл | Клімат : Мобіл | Клімат : Мобіл | Клімат : Мобіл | Клімат : Мобіл | Клімат : Мобіл | Клімат : Мобіл | Клімат : Мобіл | Клімат : Мобіл | Клімат : Мобіл | Клімат : Мобіл |
| Показник                                   | Січ.           | Лют.           | Бер.           | Квіт.          | Трав.          | Черв.          | Лип.           | Серп.          | Вер.           | Жовт.          | Лист.          | Груд.          | Рік            |
| Абсолютний максимум, °C                    | 28,3           | 28,9           | 32,8           | 34,4           | 37,8           | 38,9           | 40,0           | 40,6           | 39,4           | 35,0           | 30,6           | 27,2           | 40,6           |
| Середній максимум, °C                      | 16,0           | 18,0           | 21,8           | 25,3           | 29,2           | 31,8           | 32,8           | 32,6           | 30,6           | 26,2           | 21,5           | 17,1           | 25,2           |
| Середній мінімум, °C                       | 4,4            | 6,3            | 9,6            | 13,0           | 17,6           | 21,3           | 22,6           | 22,6           | 20,0           | 14,2           | 9,2            | 5,7            | 13,9           |
| Абсолютний мінімум, °C                     | −16,1          | −18,3          | −6,1           | 0,0            | 6,1            | 9,4            | 16,7           | 13,9           | 5,6            | −1,1           | −5,6           | −13,3          | −18,3          |
| Середня кількість сонячних годин на місяць | 158            | 155            | 211            | 255            | 300            | 287            | 246            | 254            | 233            | 254            | 193            | 145            | 2691           |
| Норма опадів, мм                           | 143            | 130            | 156            | 122            | 130            | 155            | 184            | 177            | 130            | 94             | 130            | 129            | 1679           |
| Днів з опадами                             | 9,9            | 8,7            | 8,6            | 7,0            | 8,1            | 11,8           | 14,7           | 13,4           | 8,8            | 6,9            | 7,9            | 9,1            | 114,9          |
| ------------------------------------------ | -------------- | -------------- | -------------- | -------------- | -------------- | -------------- | -------------- | -------------- | -------------- | -------------- | -------------- | -------------- | -------------- |
| Джерело: NOAA, Weather Channel (extremes)  |                |                |                |                |                |                |                |                |                |                |                |                |                |

## Демографія
Згідно з переписом 2010 року, у місті мешкало 195 111 особа в 78 959 домогосподарствах у складі 48 689 родин. Густота населення становила 419 осіб/км². Було 89127 помешкань (191/км²).
Расовий склад населення:
| - 50,6 % — чорних або афроамериканців - 45,0 % — білих - 1,8 % — азіатів - 0,3 % — корінних американців |

До двох чи більше рас належало 1,4 %. Частка іспаномовних становила 2,4 % від усіх жителів.
За віковим діапазоном населення розподілялося таким чином: 24,1 % — особи молодші 18 років, 62,2 % — особи у віці 18—64 років, 13,7 % — особи у віці 65 років та старші. Медіана віку мешканця становила 35,7 року. На 100 осіб жіночої статі у місті припадало 88,8 чоловіків; на 100 жінок у віці від 18 років та старших — 84,5 чоловіків також старших 18 років.
Середній дохід на одне домашнє господарство становив 56 409 доларів США (медіана — 38 776), а середній дохід на одну сім'ю — 68 509 доларів (медіана — 50 211). Медіана доходів становила 42 832 долари для чоловіків та 30 935 доларів для жінок. За межею бідності перебувало 23,3 % осіб, у тому числі 35,5 % дітей у віці до 18 років та 12,9 % осіб у віці 65 років та старших.
Цивільне працевлаштоване населення становило 80 485 осіб. Основні галузі зайнятості: освіта, охорона здоров'я та соціальна допомога — 26,4 %, роздрібна торгівля — 13,3 %, мистецтво, розваги та відпочинок — 10,8 %, науковці, спеціалісти, менеджери — 10,6 %.

## Економіка
Порт у Мексиканській затоці. Судноплавство, суднобудування, нафтопереробка, видобуток нафти і газу. Великий алюмінієвий завод. Експорт бавовни, розвинена торгівля із країнами Латинської Америки. Імпорт бокситів.
У місті є Університет Південної Алабами (University of South Alabama) з медичним центром, коледж Спрінг-Гілл (Spring Hill College), Мобілський коледж (Mobile College); а також Муніципальний спортивно-оздоровчий комплекс (Municipal Auditorium-Theater) на 16 тис. місць.

## Уродженці
- Арон Юганнссон (*1990) — відомий американський футболіст, нападник.
- Генк Аарон — бейсболіст, чиє ім'я занесено до Зали слави бейсболу.

## Відомі люди
- Генк Аарон — американський бейсболіст.